# Manjšalnica
Manjšálnica ali pomanjševálnica (tudi pománjšanka) je v jezikoslovju beseda, ki izraža pomanjšanje.
Slovenščina je nasploh izrazito morfemski jezik in tudi manjšalnice se povečini tvorijo morfemsko. Neredko ima ista beseda več manjšalnic (npr. hiša – hiška – hiškica,
hči – hčerka – hčerkica, dekle – dekletce – deklica – deklič). Za tvorbo manjšalnic se uporabljajo na primer naslednja priponska obrazila:
- Pri samostalnikih 1. ženske sklanjatve se običajno uporablja priponsko obrazilo -ica (mama – mamica, roka – rokica/ročica, bukev – bukvica).
- Pri 2. ženski sklanjatvi se običajno uporabi obrazilo -ca (stvar – stvarca, klop – klopca), kadar naglas ni na podstavi, pa -ica (vas – vasica, kost – koščica).
- Iz osebnih imen ženskega spola se tvorijo manjšalnice z obrazili -ica, -ca in -i (Polona – Polonca/Polonica, Gita – Giti/Gitica. Namesto -ica ali -ca se ob nekaterih podstavah tvori manjšalnica z obrazilom -ika ali -ka (Urša – Urška/Uršika).
- Za srednji spol se manjšalnice po navadi tvorijo z obrazilom -ce, ki se včasih spremeni v -ece, če pride do težko izgovorljivega soglasniškega sklopa (mesto – mestece, sonce – sončece). Če se podstava končuje na zvočnik + nezvočnik, se mednju vrine neobstojni samoglasnik (pismo – pisemce, bitje – bitijce).
- V moškem spolu se manjšalnica tvori zlasti z obrazili -ec (brat – bratec), -ič (tat – tatič, kralj – kraljič),-ek (gumb – gumbek), -čič (doktor – doktorčič), -ko (deček – dečko), -e (otrok– otroče); obstaja pa tudi dvopriponsko obrazilo -iček (konj – konjiček).[2][4]

Za slovenščino velja, da se manjšalnica vedno sklanja po prvi sklanjatvi določenega slovničnega spola, ne glede na sklanjatveni vzorec, v katerega spada izhodiščna beseda (na primer klop – druga ženska sklanjatev, klopca – prva ženska sklanjatev). Edina izjema so ženske manjšalnice na -i, ki se sklanjajo po tretji ženski sklanjatvi (mami, babi).